# Арбулиев, Магомед Магомедович
Магомед Магомедович Арбулиев (1907, Хунзах, Дагестанская область, Российская империя — 2020, Махачкала, Дагестан, Россия) — советский общественный и политический деятель, депутат Верховного Совета РСФСР.

## Биография
Родился в Хунзахском районе (ныне: Дагестан). Аварец.
В 1930-е гг. - на советской и партийное работе. Был секретарём Дагестанского обкома ВКП(б) по животноводству, назначен первым секретарём Хунзахского районного комитета ВКП(б).
Избирался депутатом Верховного Совета РСФСР I созыва от Хунзахского избирательного округа Дагестанской АССР (1938-1947), II созыва от Хунзахского избирательного округа Дагестанской АССР (1947-1951), III созыва от Хунзахского избирательного округа Дагестанской АССР (1951-1955).
Был избран членом Мандатной комиссии Верховного Совета РСФСР. Был назначен первым заместителем председателя Совета Министров Дагестанской АССР.